# Julio I
Julio I (Roma, siglo III-12 de abril del 352), obispo de Roma, está considerado por la Iglesia católica como el 35.º papa, rigiendo entre el 6 de febrero de 337 y el 12 de abril de 352, cuando falleció. Su fiesta se celebra el 12 de abril.

## Hagiografía
Julio era hijo del prominente ciudadano romano Rústico. Nació en el siglo III, probablemente en Roma, de donde era oriundo su padre.

### Pontificado
Julio fue elegido el 6 de febrero del 337, después de que el trono papal permaneció en vacancia por la prematura muerte del papa electo, Marcos, hecho ocurrido el 7 de octubre del 336. La Iglesia duró cuatro meses con la silla papal vacía. Son desconocidos los motivos de la vacancia tan prolongada.

#### Conflictos con los arrianos
Confirmó en su puesto a dos obispos cristianos a quienes los arrianos habían hecho abdicar. En el otoño de 341, Julio I convocó un concilio al que asistieron 50 obispos con el propósito de pronunciarse de nuevo en contra del arrianismo y condenar a quienes quitaban obispos a su antojo.
A la muerte de Constantino I el Grande, el imperio se dividió entre sus tres hijos, uno de ellos, Constantino II, pronto desapareció de la historia y quedaron como emperadores sus otros dos hijos, Constancio II, en Oriente y Constante en Occidente. Mientras que Constante era católico, Constancio era arriano. En 350, Constante fue asesinado y el Imperio se reunificó bajo el mando de Constancio.

#### Celebración de la Navidad
Julio I fijó para la Iglesia de Occidente la solemnidad de Navidad el 25 de diciembre, en vez del 6 de enero, junto con la Epifanía. Tomó esta fecha porque, en el calendario juliano, el solsticio de invierno ocurría en ese día, siendo este acontecimiento festejado por muchos pueblos del hemisferio norte (por ejemplo, véase las Saturnales romanas) como un nuevo renacer del ciclo de la vida.
Los inicios del cristianismo en la era romana fueron difíciles, se producían constantes revueltas entre la población y enfrentamientos entre paganos y romanos recién convertidos al cristianismo. La celebración de ciertas fiestas paganas era también motivo de disputas sociales y políticas. Con el propósito de pacificar dichos enfrentamientos, y cristianizar las fiestas, el emperador Constantino el Grande con el apoyo del papa Julio I decidió hacer coincidir las fiestas paganas de las Saturnales con la celebración del nacimiento de Jesús de Nazaret. Sin embargo, fue durante el pontificado de su sucesor Liberio – concretamente en el año 354 – cuando se fijó oficialmente como una festividad oficial de la Iglesia separada de la Epifanía.

#### Otras obras
Se le considera el fundador del Archivo de la Santa Sede, porque ordenó la conservación de los documentos.[cita requerida]

## Onomástico y culto público
Julio es venerado como santo desde la misma fecha de su muerte. Falleció el 12 de abril del 352, en Roma, de causas naturales. Fue enterrado en las catacumbas del Calepodio en la Vía Aurelia. Luego sus restos se trasladaron a Santa María de la Trastevere, donde reposan, y que él mismo se hizo cargo de construir.